# العلاقات السويسرية الكندية
العلاقات السويسرية الكندية هي العلاقات الثنائية التي تجمع بين سويسرا وكندا.

## مقارنة بين البلدين
هذه مقارنة عامة ومرجعية للدولتين:
| وجه المقارنة                                              | سويسرا                                                                                      | كندا                     |
| --------------------------------------------------------- | ------------------------------------------------------------------------------------------- | ------------------------ |
| المساحة (كم2)                                             | 41.28 ألف                                                                                   | 9.98 مليون               |
| عدد السكان (نسمة)                                         | 8.21 مليون                                                                                  | 35.70 مليون              |
| الكثافة السكانية (ن./كم²)                                 | 198.89                                                                                      | 3.58                     |
| العاصمة                                                   | برن                                                                                         | أوتاوا                   |
| اللغة الرسمية                                             | اللغة الألمانية، اللغة الإيطالية، لغة فرنسية، اللغة الرومانشية، الألمانية السويسرية الموحدة | لغة إنجليزية، لغة فرنسية |
| العملة                                                    | فرنك سويسري                                                                                 | دولار كندي               |
| الناتج المحلي الإجمالي (بليون دولار)                      | 678.89 مليار                                                                                | 1.65 تريليون             |
| الناتج المحلي الإجمالي (تعادل القوة الشرائية) بليون دولار | 518.07 مليار                                                                                | 1.59 تريليون             |
| الناتج المحلي الإجمالي الاسمي للفرد دولار أمريكي          | 80.94 ألف                                                                                   | 43.25 ألف                |
| الناتج المحلي الإجمالي للفرد دولار أمريكي                 | 59.54 ألف                                                                                   | 45.07 ألف                |
| مؤشر التنمية البشرية                                      | 0.930                                                                                       | 0.913                    |
| رمز المكالمات الدولي                                      | +41                                                                                         | +1                       |
| رمز الإنترنت                                              | .ch، .swiss ‏                                                                                | .ca                      |
| المنطقة الزمنية                                           | توقيت وسط أوروبا، ت ع م+01:00، ت ع م+02:00، أوروبا/زيورخ ‏                                   |                          |

## مدن متوأمة
في ما يلي قائمة باتفاقيات التوأمة بين مدن سويسرية وكندية:
- ترتبط ثون مع غرانبي باتفاقية توأمة منذ 1 مايو 1998.

## منظمات دولية مشتركة
يشترك البلدان في عضوية مجموعة من المنظمات الدولية، منها:
| علم المنظمة | اسم المنظمة                               | تاريخ انضمام سويسرا | تاريخ انضمام كندا |
| ----------- | ----------------------------------------- | ------------------- | ----------------- |
|             | مؤسسة التمويل الدولية                     | 29 مايو 1992        | 20 يوليو 1956     |
|             | يونسكو                                    | 28 يناير 1949       | 4 نوفمبر 1946     |
|             | مجموعة أستراليا                           | 1987                | 1985              |
|             | مجموعة الموردين النوويين                  | ?                   | ?                 |
|             | الوكالة الدولية للطاقة                    | ?                   | ?                 |
|             | مؤسسة التنمية الدولية                     | 29 مايو 1992        | 24 سبتمبر 1960    |
|             | منظمة التعاون الاقتصادي والتنمية          | ?                   | ?                 |
|             | المركز الدولي لتسوية المنازعات الاستشارية | 14 يونيو 1968       | 1 ديسمبر 2013     |
|             | وكالة ضمان الاستثمار متعدد الأطراف        | 12 أبريل 1988       | 12 أبريل 1988     |
|             | منظمة حظر الأسلحة الكيميائية              | ?                   | ?                 |
|             | البنك الإفريقي للتنمية                    | ?                   | ?                 |
|             | الاتحاد الدولي للاتصالات                  | 1866                | 1 يوليو 1908      |
|             | الأمم المتحدة                             | 10 سبتمبر 2002      | 9 نوفمبر 1945     |
|             | منظمة الشرطة الجنائية الدولية             | ?                   | ?                 |
|             | البنك الدولي للإنشاء والتعمير             | 29 مايو 1992        | 27 ديسمبر 1945    |
|             | منظمة الأمن والتعاون في أوروبا            | 25 يونيو 1973       | 25 يونيو 1973     |
|             | الاتحاد البريدي العالمي                   | ?                   | ?                 |
|             | منظمة التجارة العالمية                    | ?                   | ?                 |
|             | الفريق المعني برصد الأرض                  | ?                   | ?                 |
|             | بنك التنمية الآسيوي                       | 1967                | 1966              |
|             | نظام تحكم تكنولوجيا القذائف               | 1992                | 1987              |

## أعلام
هذه قائمة لبعض الشخصيات التي تربطها علاقات بالبلدين:
- آلان روشا (لاعب كرة قدم سويسري، 1 فبراير 1983[25] – )
- أربعين (31 مارس 1982 – )
- تانر ريتشارد (لاعب هوكي جليد سويسري، 6 أبريل 1993 – )
- تريفور ماير (7 يوليو 1973 – )
- تشاد كروجر (15 نوفمبر 1974 – )
- تيو جيورجيو (12 أغسطس 1992[26] – )
- جايسون ليوتويلر (لاعب كرة قدم سويسري، 25 أبريل 1989[27] – )
- جويل سافاج (لاعب هوكي جليد كندي، 25 ديسمبر 1969 – )
- رايكا (13 مارس 1986[28] – )
- زوي هاس (متزحلقة جبال الألب سويسرية، 24 يناير 1962 – )

## وصلات خارجية
- موقع وزارة الخارجية السويسرية
- موقع وزارة الخارجية الكندية